# Cyclophora decolorata
Cyclophora decolorata là một loài bướm đêm trong họ Geometridae.